# Australian Open 2016
De 104e editie van het Australische grandslamtoernooi, het Australian Open 2016, werd gehouden tussen 18 en 31 januari 2016. Het toernooi in het Melbourne Park te Melbourne was de 90e editie voor de vrouwen.
Bij zowel het enkelspel voor de mannen als dat voor de vrouwen begon het toernooi op de achttiende van januari. Bij beide dubbelspelen startte het toernooi twee dagen later en het gemengd dubbelspel begon pas op de tweeëntwintigste. De finale van het vrouwendubbelspel werd op vrijdag de negenentwintigste gespeeld. De finales van het mannendubbelspel en het vrouwenenkelspel vonden op zaterdag de dertigste plaats. Het toernooi werd afgesloten met de finales van het gemengd dubbelspel en het mannenenkelspel op zondag eenendertig januari.
Bij het mannenenkelspel was de Serviër Novak Đoković de titelverdediger. Bij de vrouwen was dat de Amerikaanse Serena Williams. De titelverdedigers bij het mannendubbelspel waren de Italianen Simone Bolelli en Fabio Fognini. Bij de vrouwen ging de titel in 2015 naar Bethanie Mattek-Sands (Verenigde Staten) en Lucie Šafářová (Tsjechië). Titelverdediger bij het gemengd dubbelspel was het Zwitsers/Indiase duo Martina Hingis en Leander Paes.
Bij het mannenenkelspel greep de Serviër Novak Đoković zijn zesde Australian Open-titel, even veel als de Australiër Roy Emerson. De Duitse Angelique Kerber veroverde bij de vrouwen haar eerste grandslamtitel. De winst van het mannendubbelspel ging naar de Schot Jamie Murray en Bruno Soares uit Brazilië – voor ieder van hen was het de eerste grandslamtitel in het mannendubbelspel. De titel in het vrouwendubbelspel ging naar Martina Hingis (Zwitserland) en Sania Mirza (India) – het was hun derde gezamenlijke grandslamtitel (Hingis had negen eerdere titels, Mirza geen vrouwendubbelspeltitels, maar wel drie in het gemengd dubbelspel). Ten slotte wist het Russisch/Braziliaans duo Jelena Vesnina en Bruno Soares de titel in het gemengd dubbelspel te veroveren – voor Vesnina was het de eerste, voor Soares de tweede gemengd-dubbelspeltitel.

## Toernooikalender

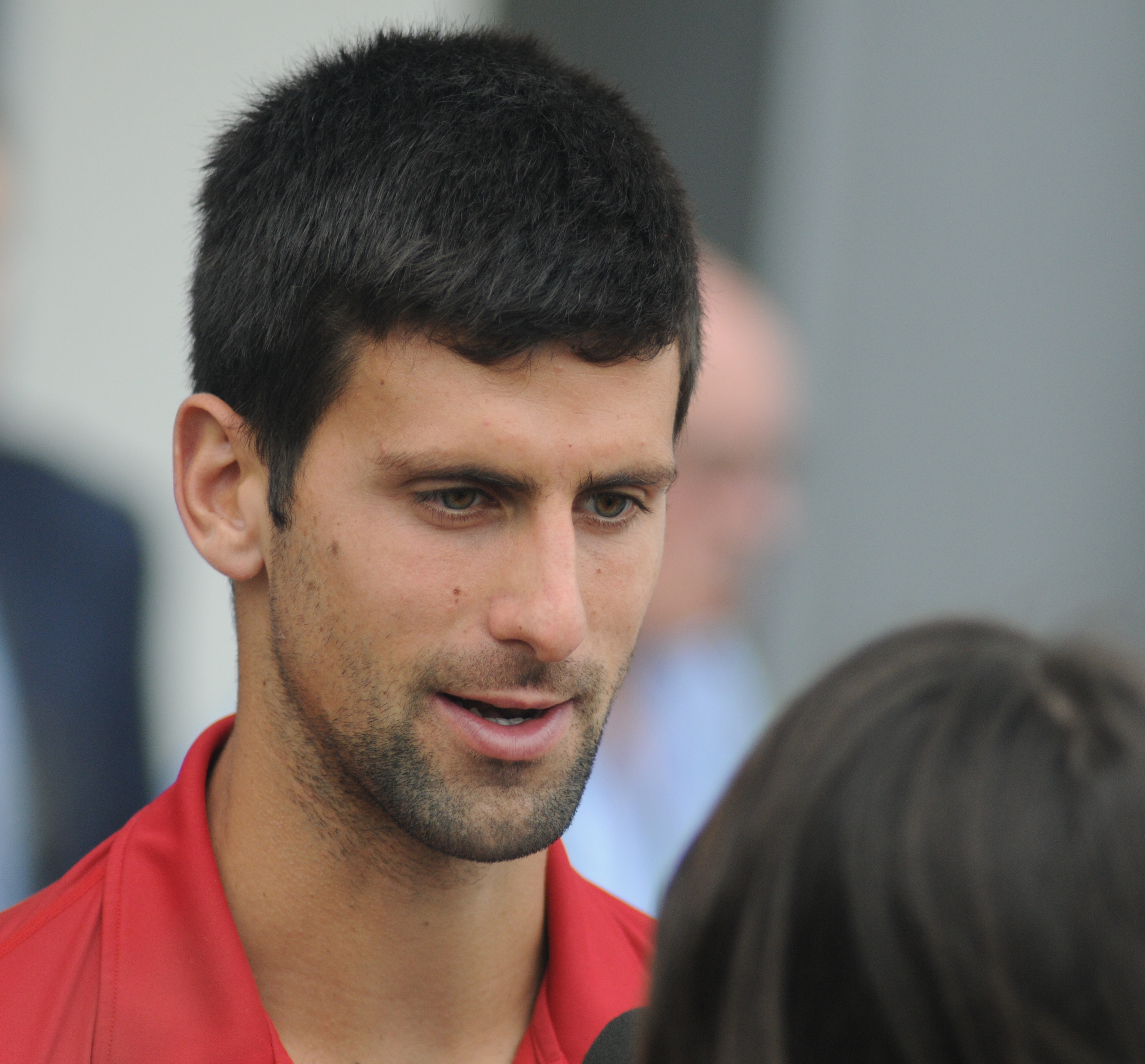
Novak Đoković, winnaar bij de mannen.

|                    | januari 2016 | januari 2016 | januari 2016 | januari 2016 | januari 2016 | januari 2016 | januari 2016 | januari 2016 | januari 2016 | januari 2016 | januari 2016 | januari 2016 | januari 2016 | januari 2016 |
| maa 18             | din 19       | woe 20       | don 21       | vrĳ 22       | zat 23       | zon 24       | maa 25       | din 26       | woe 27       | don 28       | vrĳ 29       | zat 30       | zon 31       |              |
| ------------------ | ------------ | ------------ | ------------ | ------------ | ------------ | ------------ | ------------ | ------------ | ------------ | ------------ | ------------ | ------------ | ------------ | ------------ |
| mannenenkelspel    | 1e ronde     | 1e ronde     | 2e ronde     | 2e ronde     | 3e ronde     | 3e ronde     | 4e ronde     | 4e ronde     | kwartfinale  | kwartfinale  | halve finale | halve finale |              | finale       |
| vrouwenenkelspel   | 1e ronde     | 1e ronde     | 2e ronde     | 2e ronde     | 3e ronde     | 3e ronde     | 4e ronde     | 4e ronde     | kwartfinale  | kwartfinale  | halve finale |              | finale       |              |
| mannendubbelspel   |              |              | 1e ronde     | 1e ronde     | 2e ronde     | 2e ronde     | 3e ronde     | 3e ronde     | kwartfinale  | kwartfinale  | halve finale |              | finale       |              |
| vrouwendubbelspel  |              |              | 1e ronde     | 1e ronde     | 2e ronde     | 2e ronde     | 3e ronde     | 3e ronde     | kwartfinale  | halve finale |              | finale       |              |              |
| gemengd dubbelspel |              |              |              |              | 1e ronde     | 1e ronde     | 1e ronde     | 2e ronde     | 2e ronde     | kwartfinale  | kwartfinale  | halve finale |              | finale       |

## Enkelspel

### Mannen
Titelverdediger Novak Đoković slaagde erin zijn titel te verlengen. Net als het vorig jaar was hij te sterk voor Andy Murray, dit keer in drie sets. Met zes enkelspeltitels op het Australian Open staat hij nu gelijk met de Australiër Roy Emerson.

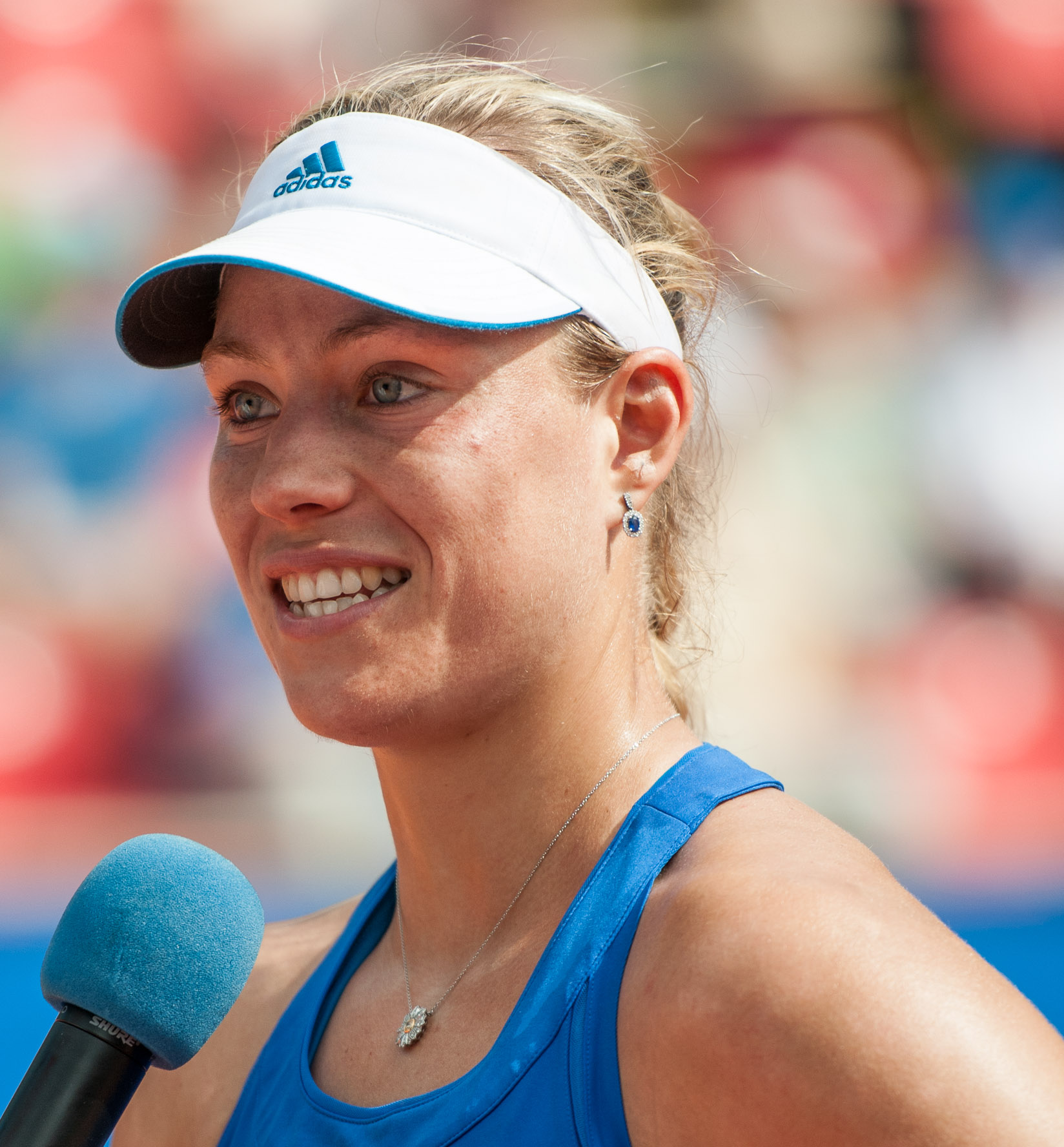
Angelique Kerber, winnares bij de vrouwen.

### Vrouwen
Titelverdedigster Serena Williams bereikte de finale. Daarin werd zij geklopt door Angelique Kerber, die hiermee haar eerste grandslamtitel won.

## Dubbelspel

### Mannendubbelspel
Titelverdedigers waren Simone Bolelli en Fabio Fognini – zij kwamen niet verder dan de tweede ronde. De trofee ging naar Jamie Murray en Bruno Soares – in de finale versloegen zij Daniel Nestor en Radek Štěpánek in drie sets.

### Vrouwendubbelspel
Titelhoudsters waren Bethanie Mattek-Sands en Lucie Šafářová. De laatste had zich afgemeld. De titel werd gewonnen door Martina Hingis en Sania Mirza, die in de eindstrijd maar twee sets nodig hadden om de Tsjechische dames Andrea Hlaváčková en Lucie Hradecká te kloppen.

### Gemengd dubbelspel
Titelverdedigers Martina Hingis en Leander Paes werden in de kwartfinale uitgeschakeld. De titel werd dit jaar gewonnen door Jelena Vesnina en Bruno Soares, die in de finale zegevierden over Coco Vandeweghe en Horia Tecău.

## Kwalificatietoernooi (enkelspel)
Algemene regels – Aan het hoofdtoernooi (enkelspel) doen bij de mannen en vrouwen elk 128 tennissers mee. De 104 beste mannen en 108 beste vrouwen van de wereldranglijst die zich inschrijven, worden rechtstreeks toegelaten. Acht mannen en acht vrouwen krijgen van de organisatie een wildcard. Voor de overige ingeschrevenen resteren dan nog zestien plaatsen bij de mannen en twaalf plaatsen bij de vrouwen in het hoofdtoernooi – deze plaatsen worden via het kwalificatietoernooi ingevuld. Aan dit kwalificatietoernooi doen nog eens 128 mannen en 96 vrouwen mee – er worden drie kwalificatieronden gespeeld.

### Belgen in het kwalificatietoernooi
Drie vrouwen namen deel aan de kwalificaties:
1. Ysaline Bonaventure bereikte de tweede kwalificatieronde – zij verloor van de Tsjechische Kristýna Plíšková.
2. Ook Elise Mertens kwam in de tweede ronde waar zij de duimen moest leggen voor de Griekse Maria Sakkari.
3. An-Sophie Mestach kwam niet voorbij de eerste kwalificatieronde waarin zij strandde op de als zesde geplaatste Italiaanse Francesca Schiavone.

Er deden vijf mannen mee:
1. Ruben Bemelmans was als tweede geplaatst – hij kwam in de laatste kwalificatieronde, maar werd daar uitgeschakeld door de Slowaak Jozef Kovalík.
2. Ook Niels Desein bereikte de derde kwalificatieronde waarin hij werd geklopt door de Chinees Wu Di.
3. Kimmer Coppejans, als veertiende geplaatst, verloor in de tweede kwalificatieronde van de Rus Karen Chatsjanov.
4. Yannick Mertens bereikte eveneens de tweede kwalificatieronde – hij slaagde er niet in de Japanner Yūichi Sugita te kloppen.
5. Germain Gigounon sneuvelde in de eerste kwalificatieronde tegen de Spanjaard Jordi Samper Montaña.

### Nederlanders in het kwalificatietoernooi
Drie vrouwen namen deel aan de kwalificaties:
1. Richèl Hogenkamp was als 23e geplaatst – zij bereikte de derde (laatste) kwalificatieronde, waar zij haar meerdere moest erkennen in de Chinese Wang Qiang.
2. Lesley Kerkhove bereikte de tweede kwalificatieronde; zij werd geklopt door de Zwitserse Viktorija Golubic.
3. Cindy Burger verloor reeds haar openingspartij tegen de Spaanse Sara Sorribes Tormo.

- Igor Sijsling, de enige Nederlandse man, bereikte de tweede kwalificatieronde – hij strandde op de Fransman Stéphane Robert.

## Junioren
Meisjes enkelspel

Finale: Vera Lapko (Wit-Rusland) won van Tereza Mihalíková (Slowakije) met 6-3, 6-4
Meisjes dubbelspel

Finale: Anna Kalinskaja (Rusland) en Tereza Mihalíková (Slowakije) wonnen van Dajana Jastremska (Oekraïne) en Anastasia Zarycká (Oekraïne) met 6-1, 6-1
Jongens enkelspel

Finale: Oliver Anderson (Australië) won van Jurabek Karimov (Oezbekistan) met 6-2, 1-6, 6-1
Jongens dubbelspel

Finale: Alex de Minaur (Australië) en Blake Ellis (Australië) wonnen van Lukáš Klein (Slowakije) en Patrik Rikl (Tsjechië) met 3-6, 7-5, [12-10]

## Rolstoeltennis
Rolstoelmannenenkelspel

Finale: Gordon Reid (VK) won van Joachim Gérard (België) met 7-6(7), 6-4
Rolstoelvrouwenenkelspel

Finale: Jiske Griffioen (Nederland) won van Aniek van Koot (Nederland) met 6-3, 7-5
Quad-enkelspel

Finale: Dylan Alcott (Australië) won van David Wagner (VS) met 6-2, 6-2
Rolstoelmannendubbelspel

Finale: Stéphane Houdet (Frankrijk) en Nicolas Peifer (Frankrijk) wonnen van Shingo Kunieda (Japan) en Gordon Reid (VK) met 6-3, 3-6, 7-5
Rolstoelvrouwendubbelspel

Finale: Marjolein Buis (Nederland) en Yui Kamiji (Japan) wonnen van Jiske Griffioen (Nederland) en Aniek van Koot (Nederland) met 6-2, 6-2
Quad-dubbelspel

Finale: Lucas Sithole (Zuid-Afrika) en David Wagner (VS) wonnen van Dylan Alcott (Australië) en Andy Lapthorne (VK) met 6-1, 6-3

## Uitzendrechten
De Australian Open was in Nederland en België te zien op Eurosport. Eurosport zond de Australian Open uit via de lineaire sportkanalen Eurosport 1 en Eurosport 2 en via de online streamingdienst, de Eurosport Player.
Bovendien werden de finales van het mannenenkelspel en het vrouwenenkelspel en de halve finales van de mannenenkelspel live uitgezonden op de publieke omroep NOS op NPO 1 en NOS.nl.
1905 · 1906 · 1907 · 1908 · 1909 · 1910 · 1911 · 1912 · 1913 · 1914 · 1915 · 1916–1918 · 1919 · 1920 · 1921 · 1922 · 1923 · 1924 · 1925 · 1926 · 1927 · 1928 · 1929 · 1930 · 1931 · 1932 · 1933 · 1934 · 1935 · 1936 · 1937 · 1938 · 1939 · 1940 · 1941–1945 · 1946 · 1947 · 1948 · 1949 · 1950 · 1951 · 1952 · 1953 · 1954 · 1955 · 1956 · 1957 · 1958 · 1959 · 1960 · 1961 · 1962 · 1963 · 1964 · 1965 · 1966 · 1967 · 1968
↓ open tijdperk ↓
1969 (m-v-md-vd-gd) · 1970 (m-v-md-vd) · 1971 (m-v-md-vd) · 1972 (m-v-md-vd) · 1973 (m-v-md-vd) · 1974 (m-v-md-vd) · 1975 (m-v-md-vd) · 1976 (m-v-md-vd) · jan 1977 (m-v-md-vd) · dec 1977 (m-v-md-vd) · 1978 (m-v-md-vd) · 1979 (m-v-md-vd) · 1980 (m-v-md-vd) · 1981 (m-v-md-vd) · 1982 (m-v-md-vd) · 1983 (m-v-md-vd) · 1984 (m-v-md-vd) · 1985 (m-v-md-vd) · 1986 · 1987 (m-v-md-vd-gd) · 1988 (m-v-md-vd-gd) · 1989 (m-v-md-vd-gd) · 1990 (m-v-md-vd-gd) · 1991 (m-v-md-vd-gd) · 1992 (m-v-md-vd-gd) · 1993 (m-v-md-vd-gd) · 1994 (m-v-md-vd-gd) · 1995 (m-v-md-vd-gd) · 1996 (m-v-md-vd-gd) · 1997 (m-v-md-vd-gd) · 1998 (m-v-md-vd-gd) · 1999 (m-v-md-vd-gd) · 2000 (m-v-md-vd-gd) · 2001 (m-v-md-vd-gd) · 2002 (m-v-md-vd-gd) · 2003 (m-v-md-vd-gd) · 2004 (m-v-md-vd-gd) · 2005 (m-v-md-vd-gd) · 2006 (m-v-md-vd-gd) · 2007 (m-v-md-vd-gd) · 2008 (m-v-md-vd-gd) · 2009 (m-v-md-vd-gd) · 2010 (m-v-md-vd-gd) · 2011 (m-v-md-vd-gd) · 2012 (m-v-md-vd-gd) · 2013 (m-v-md-vd-gd) · 2014 (m-v-md-vd-gd) · 2015 (m-v-md-vd-gd) · 2016 (m-v-md-vd-gd) · 2017 (m-v-md-vd-gd) · 2018 (m-v-md-vd-gd) · 2019 (m-v-md-vd-gd)  · 2020 (m-v-md-vd-gd) · 2021 (m-v-md-vd-gd) · 2022 (m-v-md-vd-gd) · 2023 (m-v-md-vd-gd) · 2024 (m-v-md-vd-gd) · 2025 (m-v-md-vd-gd)
Lijst van Australian Openwinnaars